# Michael Häsch
Michael Häsch (* 23. April 1930 in Dietramszell; † 5. November 2012) war ein deutscher Politiker (CSU).

## Werdegang
Häsch war zunächst Gemeinderat und von 1976 bis 1990 Bürgermeister der Gemeinde Dietramszell. Von 1978 bis 1990 war er Kreisrat im Landkreis Bad Tölz-Wolfratshausen.
Er war 27 Jahre lang Vorsitzender der Waldbesitzervereinigung Wolfratshausen. Von 1982 bis 1998 war er als erster Nichtadliger Vorsitzender des Bayerischen Waldbesitzerverbandes. Als Vertreter der Gruppe Land- und Forstwirtschaft gehörte er vom 1. Januar 1984 bis zu seiner Auflösung Ende 1999 dem Bayerischen Senat an.

## Ehrungen
- 1989: Verdienstkreuz am Bande der Bundesrepublik Deutschland
- 1991: Bayerischer Verdienstorden
- 1994: Verdienstkreuz 1. Klasse der Bundesrepublik Deutschland